# Josef I. Habsburský
Josef I. (26. července 1678 Vídeň – 17. dubna 1711 Vídeň) byl římský císař, uherský a český král, předposlední člen dynastie Habsburků v mužské linii.

## Osobnost
Byl synem císaře Leopolda I. ze třetího manželství s Eleonorou Neuburskou. Měl sice mnoho vlastních i nevlastních sourozenců, ale v důsledku brzkého úmrtí většiny z nich se stal záhy nejstarším mužským potomkem a tedy i dědicem trůnu.
Josef byl inteligentní a schopný mladík, který ovládal sedm jazyků (včetně češtiny, kterou ovládal lépe než jeho otec) a po otci Leopoldovi zdědil i jisté hudební nadání, neboť sám komponoval skladby. Jeho vzdělávání se ujali Franz Ferdinand von Rummel, pozdější biskup ve Vídni, a kníže Karel Theodor Otto ze Salmu. Otec ho již v dětství nechal korunovat uherským (1687) a římskoněmeckým králem (1690); českým králem korunován nikdy nebyl, byť k českému prostředí si vybudoval určitý vztah (v roce 1702 navštívil Prahu a Starou Boleslav, kde se poklonil Palladiu země české).
Jeho manželkou se při svatebním obřadu ve Vídni 24. února 1699 stala o pět let starší Amálie Vilemína, Josef ovšem měl milostné aféry před sňatkem i po sňatku. Zřejmě svou ženu nakazil pohlavní chorobou, takže po několika letech zůstala neplodná a počet jejich potomků skončil na třech, z nichž se ovšem dospělosti dožily pouze dvě dcery.

## Vláda
V roce 1705 zdědil po svém otci soustátí v nelehké situaci: v té době již byly v plném proudu války o španělské dědictví, během nichž Josef I. podporoval (nakonec neúspěšně) dědické nároky svého mladšího bratra Karla; dokonce se i sám angažoval v poli, když se roku 1702 zúčastnil vítězného obléhání pevnosti Landau držené Francouzi. Kromě španělské politiky se musel věnovat také vnitrostátnímu problému na území Uher. Kvůli povstání tam totiž v té době již přes rok působil v jejich značné části jako vládce sedmihradský kníže František II. Rákóczi.
Hospodářská situace zemí monarchie nebyla příznivá. V důsledku dlouhodobých válek vzrůstalo daňové zatížení poddaných, což způsobovalo nespokojenost širokých vrstev obyvatelstva. Na panovnickém dvoře vládla byrokracie, úplatkářství a protekce.
Sedmadvacetiletý Josef byl však už schopným vládcem odhodlaným k radikálním opatřením. Jako po všech stránkách dobře vzdělaný a zároveň rozhodný člověk zároveň hodlal uskutečnit mnoho reforem v oblasti finanční, soudní a dalších. Začal u vlastního dvora, když výrazně zúžil a omladil okruh svých spolupracovníků. Posiloval centrální řízení státní byrokracie a reformy začaly i v oblasti daňového systému. Na mnoho jím zamýšlených plánů však nedošlo.
18. ledna 1707 vydal reskript, jímž doporučil českým stavům, aby projednali návrh Christiana Josefa Willenberga, a rovněž jim nařídil, aby pro něho zřídili stálé profesorské místo pro „vyučování v kunstu ingenieurském“. Tento reskript patří k nejcennějším historickým dokumentům dnešního Českého vysokého učení technického v Praze.
V témže roce jej uherský onódský sněm sesadil z trůnu, Josef ovšem zahájil mírová jednání, jimiž si nakonec znovu získal oporu proti stavovské rebelii. V roce 1711 se již situace zdála stabilizovaná. Válku o španělské dědictví doprovázela řada úspěchů (které se až později ukázaly jako pouze dočasné) a povstalecký problém v Uhrách byl konečně vyřešen uzavřením szatmárského míru.

## Smrt a pohřeb
Do vývoje však zasáhla nenadálá panovníkova smrt způsobená neštovicemi. Přerušil se tak reformní proces v monarchii, na který později navázal především Josefův jmenovec, toho jména Druhý.
Josef I. zemřel ve Vídni a byl zde pochován v Císařské hrobce (sarkofág č. 35 v Karlově hrobce). Na rakvi je latinský nápis, jehož český překlad zní: Světu propůjčen 1678, království uherskému 1687, římské říši 1690, Amalii Wilhelmině 1699, římskému císařství, Čechám, provinciím atd. 1705, nebesům navrácen v roce 1711, 17. dubna. Vždy a všude vítězný. Jeho srdce bylo uloženo v urně č. 12 v Hrobce srdcí (Herzgruft) v augustiniánském kostele a vnitřnosti v urně č. 42 ve Vévodské hrobce svatoštěpánské katedrály.

## Potomci
- 1. Marie Josefa (8. února 1699 – 17. listopadu 1757) ∞ 20.8.1719 August III., saský kurfiřt (1733/1736–1763) a polský král (1733–1763)
- 2. Leopold Josef (29. října 1700 Vídeň – 4. srpna 1701 Vídeň), zemřel na hydrocephalus.
- 3. Marie Amálie (22. října 1701 – 11. prosince 1756) ∞ 1722 Karel VII. Albrecht, kurfiřt bavorský (1726–1745) a římský císař (1742–1745)

## Vývod z předků
|          |                                      |  |                               |                                 |  |  |  |  |  |  |  | Karel II. Štýrský |
|          |                                      |  |                               |                                 |  |  |  |  |  |  |  |                   |
|          | Ferdinand II. Štýrský                |  |                               |                                 |  |  |  |  |  |  |  |                   |
|          |                                      |  |                               |                                 |  |  |  |  |  |  |  |                   |
|          |                                      |  |                               | Maria Anna Bavorská             |  |  |  |  |  |  |  |                   |
|          |                                      |  |                               |                                 |  |  |  |  |  |  |  |                   |
|          | Ferdinand III. Habsburský            |  |                               |                                 |  |  |  |  |  |  |  |                   |
|          |                                      |  |                               |                                 |  |  |  |  |  |  |  |                   |
|          |                                      |  |                               | Vilém V. Bavorský               |  |  |  |  |  |  |  |                   |
|          |                                      |  |                               |                                 |  |  |  |  |  |  |  |                   |
|          | Marie Anna Bavorská                  |  |                               |                                 |  |  |  |  |  |  |  |                   |
|          |                                      |  |                               |                                 |  |  |  |  |  |  |  |                   |
|          |                                      |  |                               | Renata Lotrinská                |  |  |  |  |  |  |  |                   |
|          |                                      |  |                               |                                 |  |  |  |  |  |  |  |                   |
|          | Leopold I.                           |  |                               |                                 |  |  |  |  |  |  |  |                   |
|          |                                      |  |                               |                                 |  |  |  |  |  |  |  |                   |
|          |                                      |  |                               | Filip II.                       |  |  |  |  |  |  |  |                   |
|          |                                      |  |                               |                                 |  |  |  |  |  |  |  |                   |
|          | Filip III. Španělský                 |  |                               |                                 |  |  |  |  |  |  |  |                   |
|          |                                      |  |                               |                                 |  |  |  |  |  |  |  |                   |
|          |                                      |  |                               | Anna Habsburská                 |  |  |  |  |  |  |  |                   |
|          |                                      |  |                               |                                 |  |  |  |  |  |  |  |                   |
|          | Marie Anna Španělská                 |  |                               |                                 |  |  |  |  |  |  |  |                   |
|          |                                      |  |                               |                                 |  |  |  |  |  |  |  |                   |
|          |                                      |  |                               | Karel II. Štýrský               |  |  |  |  |  |  |  |                   |
|          |                                      |  |                               |                                 |  |  |  |  |  |  |  |                   |
|          | Markéta Habsburská                   |  |                               |                                 |  |  |  |  |  |  |  |                   |
|          |                                      |  |                               |                                 |  |  |  |  |  |  |  |                   |
|          |                                      |  |                               | Marie Anna Bavorská             |  |  |  |  |  |  |  |                   |
|          |                                      |  |                               |                                 |  |  |  |  |  |  |  |                   |
| Josef I. |                                      |  |                               |                                 |  |  |  |  |  |  |  |                   |
|          |                                      |  |                               |                                 |  |  |  |  |  |  |  |                   |
|          |                                      |  | Filip Ludvík Falcko-Neuburský |                                 |  |  |  |  |  |  |  |                   |
|          |                                      |  |                               |                                 |  |  |  |  |  |  |  |                   |
|          | Wolfgang Vilém Neuburský             |  |                               |                                 |  |  |  |  |  |  |  |                   |
|          |                                      |  |                               |                                 |  |  |  |  |  |  |  |                   |
|          |                                      |  |                               | Anna Klevská                    |  |  |  |  |  |  |  |                   |
|          |                                      |  |                               |                                 |  |  |  |  |  |  |  |                   |
|          | Filip Vilém Falcký                   |  |                               |                                 |  |  |  |  |  |  |  |                   |
|          |                                      |  |                               |                                 |  |  |  |  |  |  |  |                   |
|          |                                      |  |                               | Vilém V. Bavorský               |  |  |  |  |  |  |  |                   |
|          |                                      |  |                               |                                 |  |  |  |  |  |  |  |                   |
|          | Magdalena Bavorská                   |  |                               |                                 |  |  |  |  |  |  |  |                   |
|          |                                      |  |                               |                                 |  |  |  |  |  |  |  |                   |
|          |                                      |  |                               | Renata Lotrinská                |  |  |  |  |  |  |  |                   |
|          |                                      |  |                               |                                 |  |  |  |  |  |  |  |                   |
|          | Eleonora Magdalena Falcko-Neuburská  |  |                               |                                 |  |  |  |  |  |  |  |                   |
|          |                                      |  |                               |                                 |  |  |  |  |  |  |  |                   |
|          |                                      |  |                               | Ludvík V. Hesensko-Darmstadtský |  |  |  |  |  |  |  |                   |
|          |                                      |  |                               |                                 |  |  |  |  |  |  |  |                   |
|          | Jiří II. Hesensko-Darmstadtský       |  |                               |                                 |  |  |  |  |  |  |  |                   |
|          |                                      |  |                               |                                 |  |  |  |  |  |  |  |                   |
|          |                                      |  |                               | Magdalena Braniborská           |  |  |  |  |  |  |  |                   |
|          |                                      |  |                               |                                 |  |  |  |  |  |  |  |                   |
|          | Alžběta Amálie Hesensko-Darmstadtská |  |                               |                                 |  |  |  |  |  |  |  |                   |
|          |                                      |  |                               |                                 |  |  |  |  |  |  |  |                   |
|          |                                      |  |                               | Jan Jiří I. Saský               |  |  |  |  |  |  |  |                   |
|          |                                      |  |                               |                                 |  |  |  |  |  |  |  |                   |
|          | Žofie Eleonora Saská                 |  |                               |                                 |  |  |  |  |  |  |  |                   |
|          |                                      |  |                               |                                 |  |  |  |  |  |  |  |                   |
|          |                                      |  |                               | Magdalena Sibylla Pruská        |  |  |  |  |  |  |  |                   |
|          |                                      |  |                               |                                 |  |  |  |  |  |  |  |                   |